# Nathanael Greene
Nathanael Greene (7 d'agost de 1742, Potowumut - 19 de juny de 1786, Mulberry Grove) va ser un general nord-americà.
Va treballar en la legislatura colonial i com a comandant de la milícia de la colònia (1775). Va liderar les tropes de l'Exèrcit Continental a Boston i Nova York, després va lluitar en les batalles de Trenton, Brandywine i Germantown.
Va reemplaçar al general Horatio Gates com a comandant en cap de l'exèrcit meridional (1778) i la seva estratègia va afeblir de tal manera a les tropes britàniques que el general Charles Cornwallis va abandonar els plans de conquesta de Carolina del Nord (1781). Greene va començar la reconquesta de l'interior de Carolina del Sud i a finals de juny de 1781, havia forçat als anglesos a retrocedir fins a Charleston. Va presidir el consell de guerra de John André durant l'incident de Benedict Arnold (1780).
Des de 1774 va estar casat amb Catherine Littlefield Greene.